# Вилијам Харви
Вилијам Харви (енгл. William Harvey; Фокстон, 1. април 1578 — Роехамптон, 3. јун 1657) био је енглески лекар, физиолог, биолог и један од оснивача физиологије и ембриологије. Први је физиолог који је дао тачан и правилан опис, циркулације крви у затвореном систему помоћу срца.

## Живот и каријера
Вилијам Харви се родио 1. април 1578. у Фокстону у Енглеској, на средини периода владавине краљице Елизабете I, као најстарији од седморо деце његовог оца Томаса Харвија који је у Фокстону радио у канцеларије градоначелника 1600. године. Вилијамов отац је био повучен, вредан и интелигентан човек кога су; „синови ... поштовали, консултовали и имплицитно му веровали... и са својим оцем благајником стекли велико сопствено богатство и имања ...“ Портерт Томаса Харвија се још увек може видети на централном панелу зида у трпезарији Ролс парк, Шиигвел, у Есексу.
Основно образовање Харви је стекао у Фокстону, у току кога је савладао и латински језик. По завршетку основног образовања уписао је Краљевску школу (Кентербери) у којој је на школовању провео пет година.
Потом је школовање наставио у Гонвил и Кај Колеџу у Кембриџу (енгл. Gonville and Caius College, Cambridge) на коме је и дипломирао 1597.
Једно време (пет година) Харви је путовао кроз Француску, Немачку у Италију, како би допунио своје усавршавање и истраживања.
Даље школовање наставио је 1598. на Универзитету у Падови, у једној од најбољих медицинских школа тога времена, код цењеног научника и хирург, Фабрицијуса (Hieronymus Fabricius 1537–1619), опчињен слушањем његових предавања. Као двадесетчетворогодишљак Харви је диплому лекара стекао на Универзитету у Падови 25. априла 1602.
Харви се након завршених студија у Падови вратио у Енглеску и 1602. оженио Елизабетом Браун, ћерком Ланселота Брауна једног од краљичиних лекара, са којом није имао деце. Након женидбе, Харви се настанило у Лондону, где се придружио Краљевском колеџу лекара Енглеске 5. октобра 1604. Изабран од стране сарадника колеџа лекара (College of Physicians) 5. јуна 1607, Харви је примио дужност лекара у болници Св. Вартоломеја (енгл. St. Bartholomew's Hospital) у којој је остао скоро све до краја свог живота.
Харви је зарађивао око тридесет и три фунте годишње и живео је у малој кући у Лудгату, иако је имао две куће у Вест Смитфилду (West Smithfield) где је био предложен за место лекара. У овом периоду, његова лекарска функција састојала се од једноставних, али детаљних анализе пацијената који су довођени у болницу једном недељно и писања рецепата.
Сукоби и Грађански рат у Енглеској (1642—1645) Харвија су довели у Оксфорд где је постао доктор физике 1642, а потом и управник Мертон колеџа 1645. Предаја Оксфорда у 1645. обележила је и почетак постепеног повлачења Харвија из јавног живота.
У шездесетосмој години без деце, Харви је изгубио три брата и супругу и стога је одлучио да се врати у Лондон и живи са својом браћом Елиабом и Даниелом одвојено и у различитим временским периодима. Пошто се повукао са дужности у Вартоломејској болници и са разних други наведених позиција, он је већину свог времена посветио читању књижевних дела. Неколико покушаја да се Харви наговори и врати назад у свет рада, остали су безуспешни на његово инсистирање. 
Харви је умро у Роехамптону у кући свог брата Елиаба 3. јуна 1657, највероватније од крварења из крвних судова мозга. 
За свога живота Харви је створио значајна материјална добра и богатство које је оставио широј породици. Значајну суму новца пред смрт донирао је и Колеџу лекара Енглеске. Харви је прво био сахрањен у Хемпстеду у Есексу у капели између тела своје две братанице. На дан Светог Луке (енгл. St.Luke's Day), 18. октобра, 1883, Харвијеви посмртни остаци су поново сахрањени, овага пута у трезору на колеџу лекара, где су депоновани у саркофагу заједно са његовим делима.

## Дело
Вилијам Харви је први пут 1616. као професор анатомије и физиологије у Краљевском колеџу лекара на свом првом предавању спомену резултате свог 12 годишњег истраживања циркулације крви. У то време Харви је долазио у контакт са еминентним личностима тога времена. Тако је 1618. постао лекар каља Јакова I, који не само да је подржавао његова истраживања, већ је као и његов наследник краљ Карло I после смрти Јакова I, за научна истраживања Харвију уступио све животиње из његових паркова.
Још као студент медицине у Падови Харви је био опчињен циркулационом крви, слушањем предавања научника и хирурга Фабрицијуса о венама и специфичним „вентилима“-залисцима, чију улогу и функцију није разумео, већ их је описао као део анатомске структуре вена. Ова сазнања о венама Харвија су подстакла да изучава и открије улогу не само ових вентила, већ и улогу других крвних судова и срца. Тако је Харви почео да проучава циркулацију крви експериментишући прво на себи, подвезивањем сопствене руке (види слику). Тада је видео да рука испод повеске постаје укочена, отечених вена, изнад којих кожа потамни.
Одговор је био очигледан, ове промене су последица нарушене циркулације крви. Али Вилијам Харви није журио са закључком. Био је веома пажљив истраживач коме је доста времена требало да провери своја запажања кроз безброј експеримента, прво на себи а потом и на животињама пре него што је упознао медицинску јавност са својим открићем, циркулације крви.
Тек када је био потпуно сигуран у своја открића током 1628. године Харви је издао своје прво дело лат. Exercitatio Anatomica de Motu Cordis et Sanguinis in Animalibus у коме је изнео своја откриће о циркулацији крви објаснио циркулацију крви у затвореном систему помоћу срца као снажне пумпе и оповргао тадашње веровање Галена и његових следбеника о функцији крви. Овим открићем Харви је поставио правилни концепт циркулаторног система, иза кога су следили бројни експерименти са инфундовањем животињске, а потом и људске крви у жив људски организам.
Харвијево дело о раду срца и циркулацији крви било је плод његовог дугогодишњег експерименталног истраживања. у коме је он оборио сва стара учења о пулсу, кретању крви кроз срчану преграду и о присутности ваздуха артеријама, и доказао да крв полази из срца и креће се кроз артерије на периферији и потом се кроз вене опет враћа у срце. Ова његова открића су прво наишла на отпор тадашњих научних кругова, међутим истраживања Харвија су имала не само велики значај за даљи развој анатомије и физиологије већ и за развој читаве медицине.
Истраживања која су употпуњена открићем Малпигија 1661. о протоку крви кроз капиларну мрежу, потврдила су исправност Харвијевог открића.
Велике су заслуге Харвија и у области ембриологије. У свом делу о ембрионалном развоју животиња, које је настало након бројних експеримената. У његовој другој публикацији (Essays on the generation of animals) он је доказао да све живо настаје из јајета (лат. Omne vivum ex ovo). Тиме је Харви поставио темеље модерне ембриологије.
У Грађанском рату у Енглеској 1642. Харви је пратио краљеве синове у борби, када је му је изгорела кућа и целокупна библиотека. Разочаран овим догађајима Харви је напустио краљевску службу и у току живота код свог брата у Комбеу 1651. је издао своје друго дело лат. Exercitationes de Generatione Animalium.

## Дела
- Power, Sir D'Arcy (1897). William Harvey. T. Fisher Unwin.
- Harvey, William (1889). On the Motion of the Heart and Blood in Animals. London: George Bell and Sons.
- Harvey, William; Franklin, Kenneth J. (translator); Wear, Andrew (introduction) (1993). The Circulation of the Blood and Other Writings. London: Everyman: Orion Publishing Group. ISBN 978-0-460-87362-8.
- The Works of William Harvey. Robert Willis (translator). London: Sydenham Society. 1847. Includes:
  - Анатомска расправа о кретању срца и крви код животиња
  - Две адресе упућене Џону Риолану, укључујући оповргавање приговора о циркулацији крви
  - Анатомске вежбе о генерацији животиња. У које се додати:
    - О порођају
    - О материчним мембранама
    - О концепцији

  - Анатомско испитивање тела Томаса Пара
  - Писма